# Lattanzio Ventura
Lactance Ventura ou Lactance, Maître Lattanzio di Messire Ventura da Urbino. (Né à Urbino avant 1550 et mort à Loreto en 1595 (avant mois de juin) est un sculpteur et architecte des États pontificaux, le duché d’Urbino et le duché de Parme, actif dans la seconde moitié du XVe siècle.

## 1573 à 1582

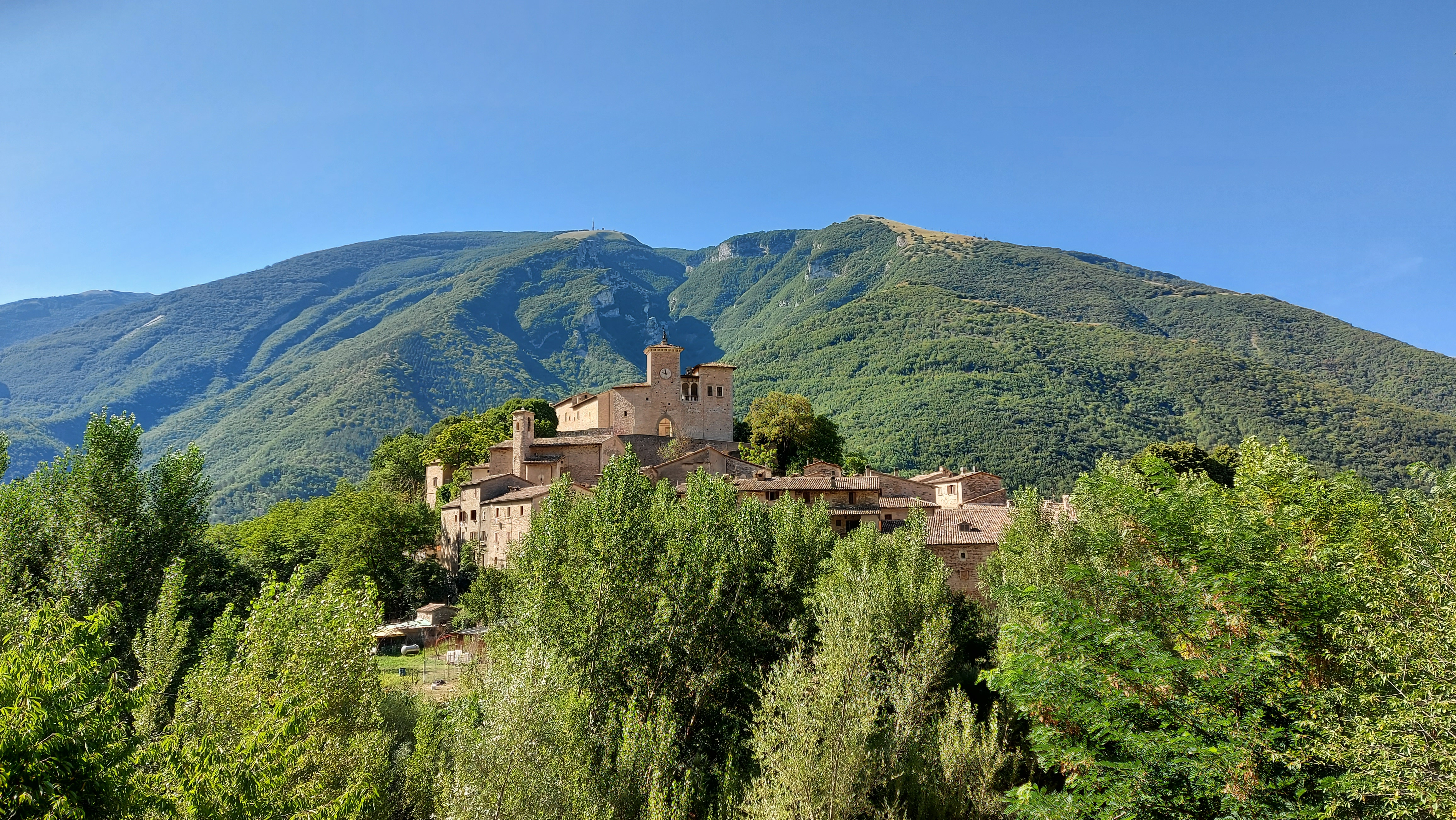
Château des Brancaleoni, Piobbico

Un acte du 14 septembre 1573 le dit présent à Piobbico où il participe à la modernisation du château Brancaleoni.  
En 1578, il s’engage dans la ville portuaire d'Ancône avec Nicola Todini à doter la chapelle du Crucifix en San Francesco alle Scale de deux niches pour des statues de stuc des saint François et saint Antoine.
En 1581, messire Lattanzio da Urbino architecte était peut-être assistant  de Battista Ghioldi da Como, à la Basilique de Lorette, quand il fut appelé le 29 mars pour l’édification d'une loggia sur la place de Macerata. 
Sous contrat à la fin de 1583, le bâtiment d'un classicisme austère obligea à une révision du projet, payée le 29 avril 1584 avec le traçage de la « route de Santa Maria della Fonte »

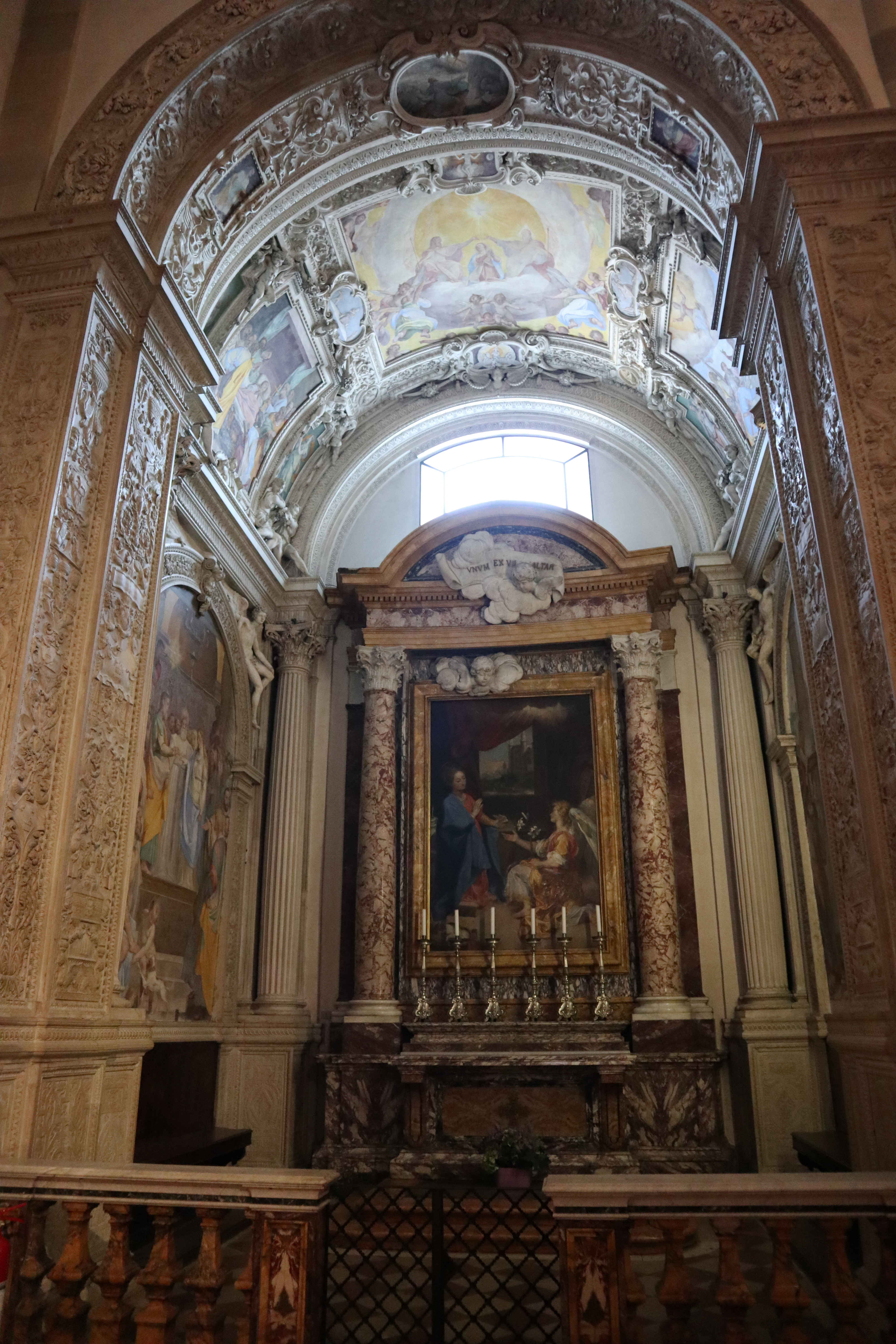
Chapelle des Ducs d’Urbino, Basilique de Lorette
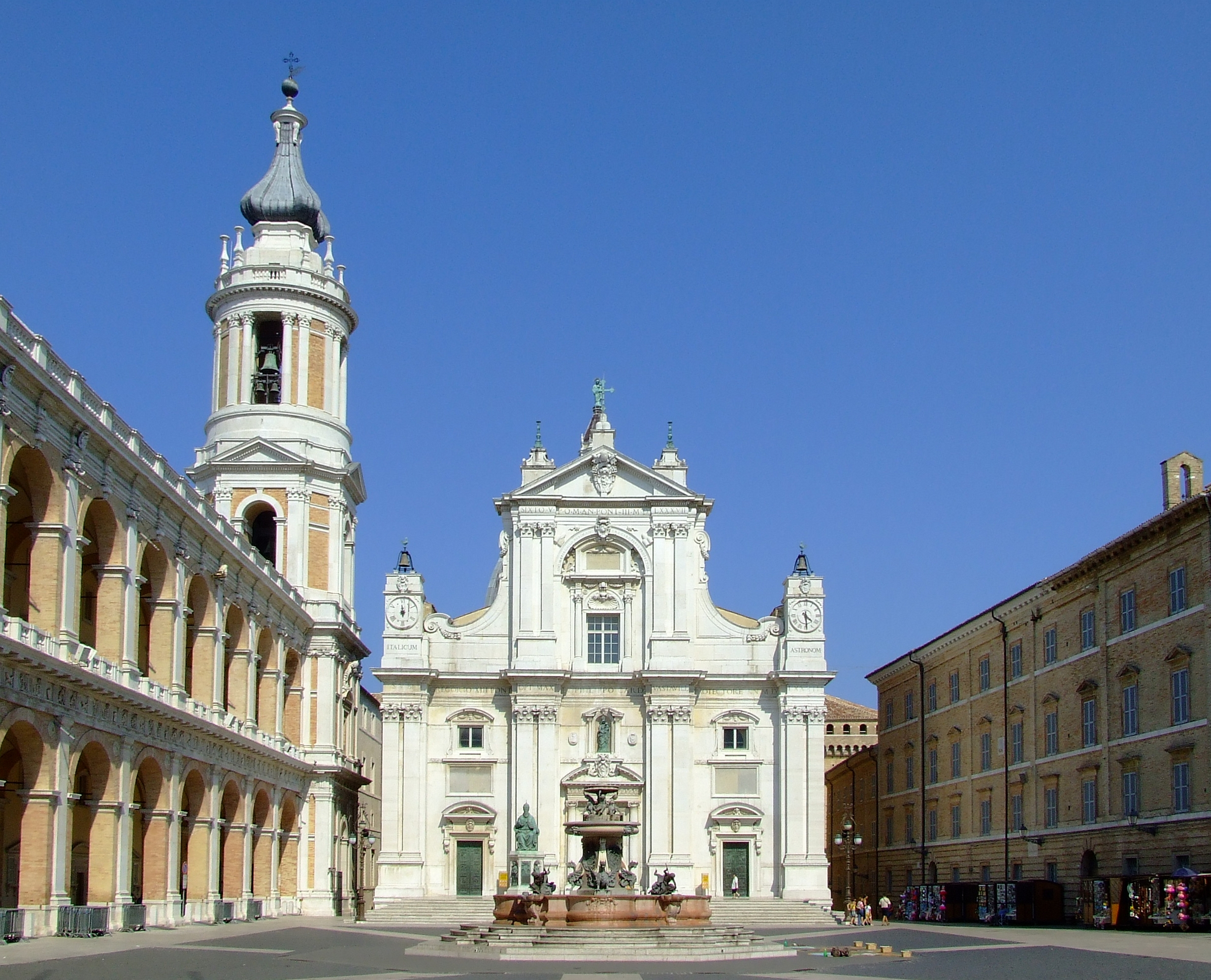
Façade de la Basilique de Lorette

Succédant le 19 septembre 1582 au défunt Ghioldi, comme architecte de la Sainte Maison de Lorette, Lactance Ventura réalisa la façade en pierre d’Istrie de la collégiale, la lanterne de la coupole et diverses chapelles, il travailla également au palais apostolique et en projeta la double loggia occidentale. La collégiale fut ensuite promue cathédrale en 1586, et Lorette élevée au rang de Ville par Sixte V.
De la façade imaginée par Giovanni Boccalini da Carpi à partir du projet initial de Bramante, entre 1569 et 1574, il incomba à Lactance Ventura la majeure partie de la construction, rythmée par les inscriptions sous le nom de Grégoire XIII dans l’entablement du premier ordre de piliers (1583) et sous le nom de Sixte V dans le fronton (1587).
Ventura est commandité entre avril et juillet 1583 par le duc d’Urbino « pour finir La Chapelle de Lorette » commencée en 1568-69 et peinte-à-fresque. par Federico Zuccari.
Principal référent pour la Marche d’Ancône de travaux publics et ecclésiaux en 1582, Lattanzio donne à la Ville de Macerata « des conseils pour la consolidation de l’église de Saint Jean-Baptiste reconstruite vers 1581, et eut charge par les députés communaux» de transformer en cathédrale la « chapelle des Chasseurs ».

## 1582 à 1590
Dans les derniers mois de 1582, c’est lui qui, à Macerata, fut interpellé par la communauté de Fermo en difficulté dans l’édification de l’Arc triomphale. le 24 février 1583, il opte pour sa proposition de pont entre le Palais prieural et le Bargello. 
Le 2 juin 1586, Ventura s’engage à Ancône avec le comte bergamasque Alessandro Camerata à refaire pour 300 écus la chapelle de Sainte Anne et La Chapelle du bienheureux Jérôme ainsi que celle du sacrement détruite lors de bombardements en 1915. Il intervient sur La Chapelle du sacrement du Duomo de Urbino.
Lattanzio Ventura fut membre du conseil municipal de Lorette institué le 26 octobre 1587. Un an plus tard, sa fille Leonora épouse le fabricant de majoliques Francesco Patanazzi (Negroni, 1998, p. 107). Le 21 avril, il acheta pour le compte de la Sainte Maison 204 plats à son futur gendre, et le 23 septembre 1589, 400 autres plats et 6 bassins avec des cruches , pour la visite à Lorette de Camilla Peretti, la sœur du pape.
En décembre 1590, il est à Pesaro pour montrer le dessin d’un Tabernacle au Duc. Il travailla ensuite à Sant’Elpidio a Mare et à l’église Sainte Lucie de Grottammare.
Autour de 1595, il est au service du duc de Parme où il lui est attribué un grand nombre de projets dont des travaux pour le palais Farnese de Plaisance. Lattanzio Ventura est mort en 1595 (avant le mois de juin), son fils reprenant ses affaires.

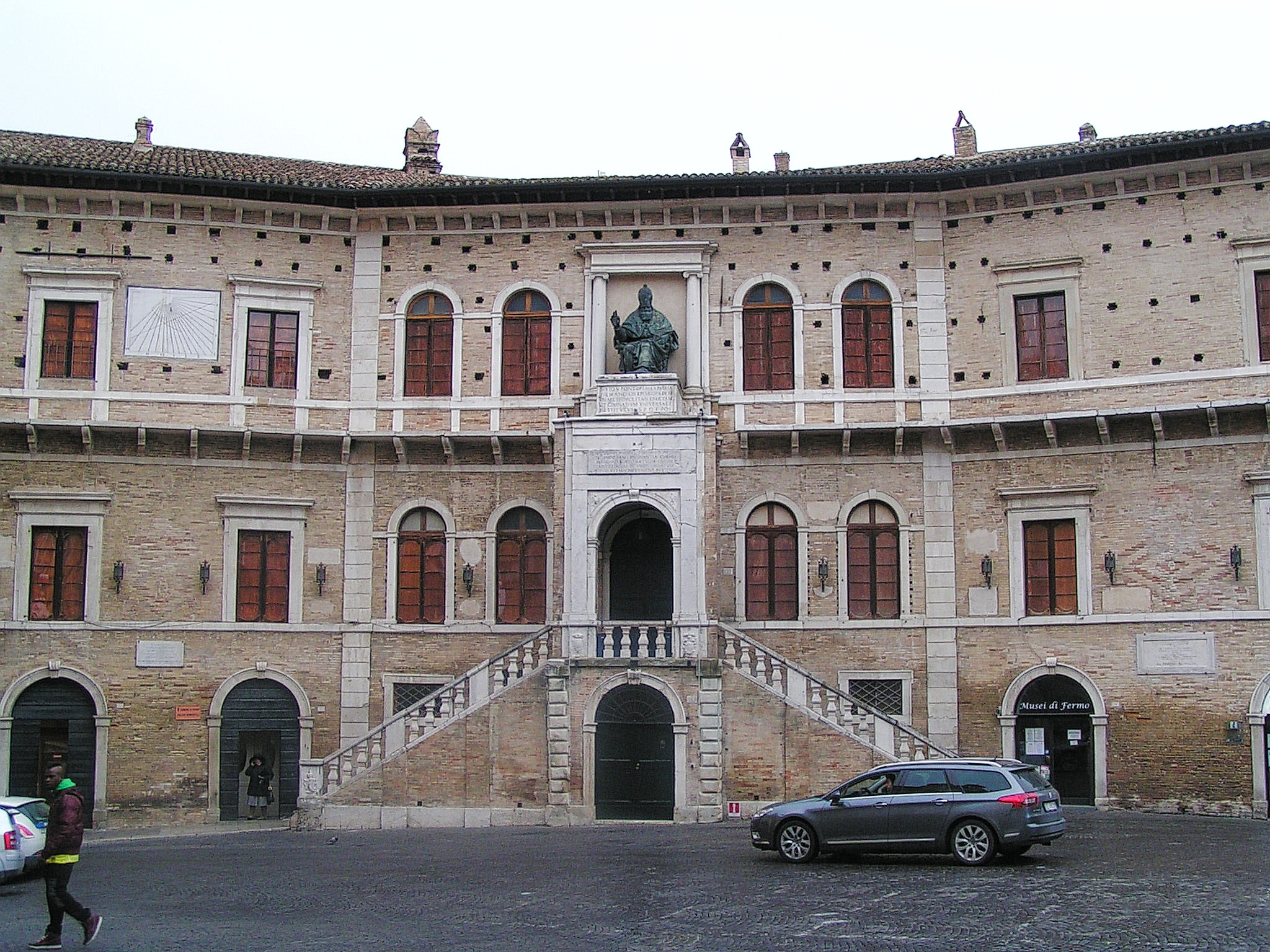
Palais des Priori de Fermo
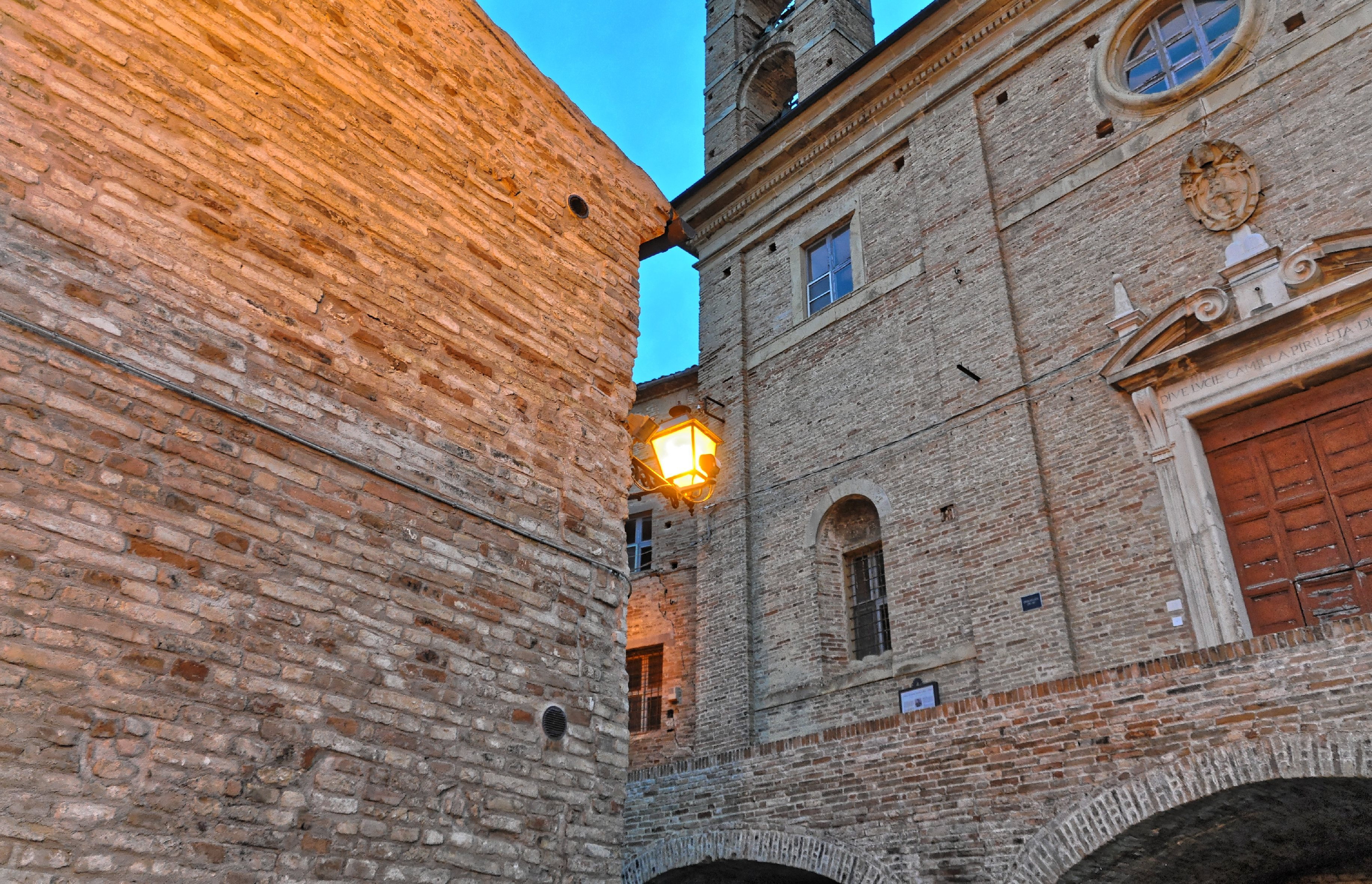
Eglise Santa Lucia de Grottammare